# Song ánh

Hàm song ánh f:X→Y, với tập X là {1,2,3,4} và tập Y là {A,B,C,D}. Ví dụ, f(1)=D.

Trong toán học, song ánh, hoặc hàm song ánh, là một ánh xạ f từ tập X vào tập Y thỏa mãn tính chất, đối với mỗi y thuộc Y, có duy nhất một x thuộc X sao cho f(x) = y.
Nói cách khác, f là một song ánh nếu và chỉ nếu nó là tương ứng một-một giữa hai tập hợp; tức là nó vừa là đơn ánh và vừa là toàn ánh.
Ví dụ, xét hàm f xác định trên tập hợp số nguyên {\displaystyle \mathbb {Z} } vào {\displaystyle \mathbb {Z} }, được định nghĩa f(x) = x + 1.  Ví dụ khác, đối với mỗi cặp số thực (x,y) hàm f xác định bởi f(x,y) = (x + y, x − y) là một song ánh
Ví dụ khác, hàm f(x)=ax2+bx+c (a khác 0) xác định trên tập số thực {\displaystyle \mathbb {R} }vào {\displaystyle \mathbb {R} }nhưng đây không phải song ánh vì nó không đơn ánh và cũng không toàn ánh. Với mọi y< min f(x) nếu a>0 hoặc y> max f(x) nếu a<0 thì không tồn tại x để y=f(x) do đó f(x) không toàn ánh. Với x1 khác x2 thì f(x1) vẫn có thể bằng f(x2) trong trường hợp x1<-b/a<x2 và x1+x2=-b/a vì khi đó 2 điểm (x1,f(x1)) và (x2,f(x2)) đối xứng qua đường thẳng x=-b/a do đó f(x) không đơn ánh.
Hàm song ánh đôi khi còn gọi là hoán vị.
Tập hợp tất cả các song ánh từ tập X vào tập Y được ký hiệu là X ↔ Y. Thông thường tập các hoán vị của tập X được ký hiệu là X!
Song ánh đóng nhiều vai trò quan trọng trong toán học, như nó dùng để định nghĩa đẳng cấu (và những khái niệm liên quan như phép đồng phôi và vi phôi), nhóm hoán vị, ánh xạ xạ ảnh, và nhiều định nghĩa khác.